# 天心閣
天心閣（てんしんかく）は、中華人民共和国湖南省長沙市天心区城南路街道にある楼閣。
1993年4月、湖南省文物保護単位指定。